# Leyes (músico)
Kevin Nicolás Leyes (González Catán, 16 de junio de 2000) más conocido por su nombre artístico Leyes, es un cantante, compositor y empresario argentino radicado en Estados Unidos. Presidente del holding corporativo LeyesX, fundador y CEO de las empresas Leyes Media, Las Babys, y VVS (previamente conocida como Team Leyes), actualmente es miembro oficial del Forbes Business Council y del Young Entrepreneur Council, y ha cosechado diversos premios y reconocimientos a lo largo de su carrera. Fundó igualmente la discográfica independiente conocida como Los Reyes.

## Biografía

### Primeros años y estudios
Leyes nació en la ciudad de González Catán, en la Provincia de Buenos Aires el 16 de junio de 2000, en el seno de una familia humilde. Fue criado en Pontevedra, Buenos Aires, donde pasó su niñez y adolescencia.
En una entrevista con Billboard, aseguró que entre los trece y los catorce años ganaba quince pesos por vereda cortando el pasto, y a los dieciséis emprendió sin éxito en un negocio de prendas de vestir. Tras enviar currículos a diferentes empresas y negocios y no recibir respuesta, empezó a revender zapatillas para ganarse la vida.
Luego de aprender programación por su propia cuenta, en 2012 ganó el Desafío Dale Aceptar, un concurso de programación destinado a jóvenes impulsado por el Ministerio de Ciencia, Tecnología e Innovación Productiva de Argentina, el CESSI, la Cámara de Informática y Comunicaciones de la República Argentina y la Fundación Sadosky. A partir de entonces empezó a formarse en áreas como el desarrollo web, el marketing digital y el comercio electrónico en instituciones como la Escuela de Organización Industrial, el Interactive Advertising Bureau de España y las universidades de Alicante, Virginia, Washington y Tecnológica Nacional.
En 2017 fue seleccionado como Joven Embajador por el Departamento de Estado y la Embajada de Estados Unidos en Argentina, y representó a su país en los eventos de emprenderismo Latin American Leadership Academy en Ciudad de México y TrepCamp Entrepreneurial Simulator en Silicon Valley. Allí presentó Ecompromiso, un proyecto medioambiental de reciclaje y separación de residuos que desarrolló en su escuela.
Tras finalizar su educación secundaria en diciembre del mismo año, Leyes comenzó una carrera en ingeniería en informática en la Universidad Nacional de La Matanza, pero la abandonó a los pocos meses en favor de iniciar una carrera en los negocios. Mientras cursaba sus estudios universitarios fundó la empresa de joyería Team Leyes, y un año después creó la agencia de publicidad Leyes Media.

### Carrera como empresario
Team Leyes, su marca de joyería que inició con una inversión inicial de 20 mil pesos argentinos, logró posicionarse principalmente en el ambiente de la música urbana y diseñar para celebridades como Khea, Seven Kayne, Ecko y Alex Caniggia, entre otros. Por su parte, mediante su empresa de publicidad digital Leyes Media, la cual radicó en los Estados Unidos, ha logrado trabajar para empresas y marcas como Icebox, HighKey Clout, Frank Khalid, Devon Rodriguez y MPH Club. Según la revista Forbes, Leyes Media es «una de las principales empresas de relaciones públicas y marketing de Estados Unidos».
Radicado en la ciudad de Miami, en 2020 se desempeñó juez en los Entrepreneur Magazine Awards, un evento realizado por la revista Entrepreneur dedicado a otorgar reconocimiento a emprendedores y startups. El mismo año fue reconocido en la lista de los Diez Jóvenes Destacados de Buenos Aires en 2020 por la Cámara Junior Internacional en la categoría de logros comerciales, económicos o empresariales.
También en 2020 fundó Ayudar, una aplicación lanzada «con el propósito de conectar a los voluntarios y a las personas vulnerables en un solo lugar», para promover la colaboración frente a la pandemia de COVID-19. El mismo año se convirtió en miembro oficial del Forbes Business Council y del Young Entrepreneur Council. En 2023, Leyes y su agencia fueron reconocidos en diferentes categorías en los premios Viddy, VEGA Digital y MarCom, además  de recibir el galardón en la categoría Excellence In Community Service en los Communitas Awards y el premio a la trayectoria en negocios y música en los Hermes Creative Awards.
Paralelo a su labor empresarial, Leyes es un redactor habitual sobre temas de emprendimiento en medios como Forbes, Inc. Magazine, Entrepreneur y Business.com, entre otros, y ha registrado apariciones en diversos medios de su país y de los Estados Unidos.

### Carrera musical
Después de asistir a un concierto del artista colombiano J Balvin en el Movistar Arena, Leyes decidió iniciar una carrera en la música urbana, y en 2019 improvisó un estudio de grabación en su vivienda de Pontevedra para producir su propia música. Dos años después lanzó su primer sencillo, titulado «Pichaera» en colaboración con el artista J Gonz. En 2022 publicó su segundo sencillo de nombre «Tímida», grabado en la ciudad de Miami, seguido de «Mejores Amigos».  Leyes, se presentó en el Faena Theater de Miami en el marco de la Semana Billboard de la Música Latina, celebrada entre septiembre y octubre de 2022. En los LIT Talent Awards del mismo año, Leyes ganó el reconocimiento de oro en la categoría de Mejor Nuevo Artista, y el de platino en la categoría de Mejor Artista Masculino.
Leyes fundó un colectivo de artistas conocido como Los Reyes. En 2023 recibió una nominación a los Premios MIN de la Música Independiente en la categoría de mejor artista internacional por su canción «Tímida». Ese mismo año publicó el sencillo «Me Pegué», y fue incluido en la lista de Artists to Watch en la revista Forbes en su versión estadounidense.
Las canciones «Me Pegué» y «Tímida», en las que colaboró con el colectivo Los Reyes, ingresaron en la posición número 70 y 53 respectivamente de los charts de Spotify en Colombia. Asimismo, «La Dura» logró el puesto 14 en el ranking semanal de la ciudad de Cali, mientras que «Comerte Entera» figuró en la posición 21 de Medellín y 25 de Cali.

## Discografía

### Sencillos
| Año  | Título           | Notas         |
| ---- | ---------------- | ------------- |
| 2021 | «Pichaera»       | Con J Gonz    |
| 2022 | «Tímida»         |               |
| 2022 | «Mejores Amigos» |               |
| 2022 | «La Difícil»     |               |
| 2023 | «Me Pegué»       |               |
| 2023 | «Turrita»        |               |
| 2023 | «La Dura»        |               |
| 2023 | «Suéltate»       |               |
| 2023 | «Falsos Amores»  | Con Muppet DJ |
| 2024 | «Chupetona»      |               |
| 2024 | «Tope De Gama»   |               |

## Premios y reconocimientos
| Año  | Evento y organización                                                     | Categoría                                      | Resultado | Ref.          |
| ---- | ------------------------------------------------------------------------- | ---------------------------------------------- | --------- | ------------- |
| 2012 | MinCyT, CESSI, Cámara de Informática y Comunicaciones y Fundación Sadosky | Desafío Dale Aceptar                           | Ganador   | [ 3 ]         |
| 2017 | Departamento de Estado y Embajada de Estados Unidos en Argentina          | Joven embajador                                | Ganador   | [ 3 ]         |
| 2020 | Cámara Junior Internacional                                               | Diez jóvenes destacados de Buenos Aires        | Ganador   | [ 10 ]        |
| 2022 | Lit Talent Awards                                                         | Mejor nuevo artista                            | Ganador   | [ 32 ]        |
| 2022 | Lit Talent Awards                                                         | Mejor artista masculino                        | Ganador   | [ 33 ]        |
| 2023 | Communitas Awards                                                         | Excellence In Community Service                | Ganador   | [ 17 ]        |
| 2023 | Premios MIN de la Música Independiente                                    | Mejor artista internacional                    | Nominado  | [ 25 ]        |
| 2023 | Viddy Awards                                                              | Outstanding Lifetime Achievement               | Nominado  | [ 34 ]        |
| 2023 | LIT Talent Awards                                                         | Mejor compositor                               | Ganador   | [ 35 ]        |
| 2023 | LIT Talent Awards                                                         | Mejor empresario influenciador                 | Ganador   | [ 35 ]        |
| 2023 | LIT Talent Awards                                                         | Premio del año en la categoría LIT Influencers | Ganador   | [ 36 ]        |
| 2023 | VEGA Digital Awards                                                       | Empresario del año                             | Ganador   | [ 35 ]        |
| 2023 | MarCom Awards                                                             | Premio a la trayectoria en negocios y música   | Nominado  | [ 37 ]        |
| 2023 | Hermes Creative Awards                                                    | Premio a la trayectoria en negocios y música   | Ganador   | [ 38 ]        |
| 2023 | Communicator Awards                                                       | Premio a la trayectoria en negocios y música   | Ganador   | [ 39 ]        |
| 2024 | NVISION Latino Film & Music Awards                                        | Best Latin Urban Artist Music Video Award      | Nominado  | [ 40 ]        |
| 2025 | Gobierno de El Salvador y Embajadora Milena Mayorga                       | Emprendedor Internacional Sobresaliente        | Ganador   | [ 41 ] [ 42 ] |